# Dionísio Castro
Dionísio da Silva Castro (né le 22 novembre 1963 à Fermentões, Guimarães) est un athlète portugais, spécialiste du fond. C’est le frère jumeau de Domingos Castro.
Il détient depuis 1990 le record d’Europe du 20 000 m.